# Mordellistena bruneipennis
Mordellistena bruneipennis es una especie de coleóptero de la familia Mordellidae.

## Distribución geográfica
Habita en Gayndah.